# Polygonum khajeh-jamali
Polygonum khajeh-jamali är en slideväxtart som beskrevs av Khosravi & Poormahdi. Polygonum khajeh-jamali ingår i släktet trampörter, och familjen slideväxter. Inga underarter finns listade i Catalogue of Life.